# Loving
Loving – amerykańska telewizyjna opera mydlana. Pierwszy odcinek został wyemitowany 23 czerwca 1983, a ostatni 10 września 1995. Serial był emitowany na kanale ABC. Doczekał się 3169 odcinków oraz kontynuacji – City. Twórcami serialu byli Agnes Nixon oraz Douglas Marland (zm. 1993). Akcja opery mydlanej miała miejsce w fikcyjnej miejscowości Corinth w stanie Pensylwania.
W Polsce serial był emitowany pod oryginalnym tytułem przez kanał Nasza TV od poniedziałku do piątku w okresie od 9 lipca 1998 do 19 lutego 1999. Wyemitowano 156 odcinków serialu.